# الکس لارا
الکس لارا (انگلیسی: Alex Lara؛ زادهٔ ۱۵ سپتامبر ۱۹۹۸) بازیکن فوتبال اهل ایالات متحده آمریکا است.